# Oncholaimus tobagoensis
Oncholaimus tobagoensis är en rundmaskart som beskrevs av Allgen 1947. Oncholaimus tobagoensis ingår i släktet Oncholaimus, och familjen Oncholaimidae. Inga underarter finns listade i Catalogue of Life.